# Russell M. Nelson
Russell Marion Nelson, född den 9 september 1924 i Salt Lake City, är en amerikansk läkare och religiös ledare som, sedan 2018, är den sjuttonde och nuvarande presidenten för Jesu Kristi Kyrka av Sista Dagars Heliga. 

## Biografi
Han utbildade sig till läkare vid University of Utah och University of Minnesota och medverkade vid utvecklingen av den hjärt-lungmaskin som 1951 användes den första hjärtoperationen som utnyttjade en sådan. Han invaldes 1984 i De tolv apostlarnas kvorum, som är kyrkans näst högsta styrorgan under Första presidentskapet. Efter Thomas S. Monsons död 2018 blev Nelson kyrkans president och valde Dallin H. Oaks och Henry B. Eyring som rådgivare i Första presidentskapet. Den 14 april 2022 överträffade han Gordon B. Hinckleys rekord och blev kyrkans äldste president genom tiderna.